# Archi narrativi di Ultimates
Qui di seguito vengono descritte le saghe della serie a fumetti Ultimates. I numeri tra parentesi si riferiscono all'edizione italiana di Ultimates, edita dalla Panini Comics-Marvel Italia.

## Super Umano (1-4)
- Titolo originale: Super Human
- Albi originali: Ultimates nn. 1-6 (marzo-agosto 2002)
- Testi: Mark Millar
- Disegni: Bryan Hitch
- Trama: Nick Fury decide di creare una squadra di supereroi nota come Ultimates: della squadra fanno parte Iron Man, Giant-Man, Wasp e Capitan America (trovato congelato dagli Ultimates e liberato). Intanto, Bruce Banner prova su di sé il siero di Hulk combinato con il sangue di Cap, trasformandosi in  Ultimate Hulk, causando 857 morti e la distruzione di Manhattan, ma viene fermato dagli Ultimates, aiutati da Thor (che, sebbene non voglia far parte degli Ultimates che considera pedine del governo americano, stringe con loro un patto di intervenire sempre in loro aiuto).
- Prime apparizioni: Hulk, Capitan America, Ultimate Iron Man, Ultimate Giant-Man, Nick Fury, Wasp, Thor.

## Ultimate War (Ultimate X-Men 15 e Ultimates 5-6)
- Titolo originale: Ultimate War
- Albi originali: Ultimate War nn. 1-4 (dicembre 2002-febbraio 2003)
- Testi: Mark Millar
- Disegni: Chris Bachalo
- Trama: Credendoli alleati di Magneto, gli Ultimates attaccano gli X-Men e catturano Xavier, ma gli X-Men vincono grazie ad Uomo Ghiaccio che libera Xavier.

## Terrorismo (7-9)
- Trama: Giant-Man lascia gli Ultimates dopo aver picchiato la moglie Janet, viene raggiunto da Capitan America, il quale viene attaccato da Hank, ma Steve riesce a sconfiggerlo. Intanto, gli Ultimates raggiungono la Micronesia, dove vengono attaccati dai terroristi mutaforma Chitauri, che vengono sconfitti quasi completamente da Hulk. Si scoprirà poi che essi sono un gruppo traditore degli alieni Skrull.
- Prime apparizioni: Chitauri.
- Morti: Chitauri.

## I Sei (10-13)
- Trama: Goblin, Dottor Octopus, Uomo Sabbia ed Electro vengono contattati per una terapia di gruppo, ma evadono grazie allo stesso Goblin. Raggiungono quindi Kraven, che si unisce a loro, e l'Uomo Ragno, che è costretto ad aggregarsi al gruppo perché Goblin minaccia di uccidere Zia May. I Sei attaccano la Casa Bianca, ma vengono sconfitti e arrestati, grazie al tradimento dell'Uomo Ragno, dagli Ultimates.

## Incubo (13-15)
- Trama: Gli Ultimates raggiungono la Russia, affrontano i super-soldati russi e gli Ultimate X-Men, accorsi sul luogo anch'essi, sconfiggendoli.
- Prime apparizioni: Dinamo Cremisi.

## Ultimates 2 (16-27 e 29)
- Trama: Gli Ultimates raggiungono diversi posti, mentre Capitan America viene accusato di aver ucciso Occhio di Falco. Quest'ultimo è vivo in realtà, mentre i Liberatori attaccano New York, ma vengono fermati dagli Ultimates. Bruce Banner sembrerebbe ucciso, ma non è così.
- Prime apparizioni: Liberatori.

## Il segreto (17-20)
- Trama: Aiutati da Capitan Marvel e dai Fantastici Quattro, gli Ultimates affrontano i Kree.
- Prime apparizioni: Capitan Marvel, Kree, Carol Danvers.

## Ultimate Vision (22)
- Trama: La storia di Visione.
- Prime apparizioni: Visione

## Estinzione (23-27)
- Trama: Gli Ultimates ed i Fantastici quattro affrontano Misty Knight, Dragoluna e Galactus.
- Prime apparizioni: Misty Knight, Dragoluna, Gah Lak Tus.

## Potere Supremo (30-36)
- Trama: Mr. Fantastic manda delle sonde in tutti gli universi, ma qualcosa va storto, ed il gruppo dei Fantastici Quattro viene attaccato dallo Squadrone Supremo.